# Poezie Augusta Strindberga
Přestože poezie ve Strindbergově tvorbě nemá prioritní postavení, zaujímá pevné místo v dějinách národní literatury. Strindberg vnesl do švédské lyriky nové podněty.
Mimo vázané formy verše (díky rytmu jazyka mu nejvíce mu vyhovoval tzv. knittelvers, tradiční volný čtyřstopý, střídavě rýmovaný verš) moderně pracoval i s veršem volným. S formální rovinou uvolnil zároveň i výrazovou: přinesl nové možnosti užíváním novotvarů a složenin.
Cílem užití těchto prostředků bylo dosažení výrazové plnosti a přesnosti. I když Strindbergova poezie není tak významná jako jeho dramatické dílo, ukazuje svým vizionářským charakterem a experimentováním s obrazem a jazykem cestu moderní poezii. O několik let později se jeho lyrickým dílem inspirovali expresionisté a surrealisté.

## Dílo
- Dikter på vers och prosa (1883, Básně ve verších a próze) – Strindbergova první básnická sbírka. Vykazuje některé rysy prózy. Ideu sbírky Strindberg velmi zřetelně vyjádřil v básni Bulvár (Esplanadsystemet). Staré domy, líčené v básni, musí uvolnit prostor novým výstavbám, které symbolizují sociálně-politický a umělecký program 80. let 19. století. Konkrétně jde o verš:

„Zde bourá se, by vzduch a jas tu byl – či není na tom dosti snad".
Ve sbírce se objevuje také moderně pojatá přírodní lyrika. Příroda zde není nehybným zátiším, ale žije a dýchá, je v neustálém pohybu.
- Sömngångarnätter på vakna dagar  (1884, Noci Náměsíčníka za bdělých dní) – druhá sbírka, vznikla v zahraničí. V cyklu snů z pěti nocí vyjádřil autor touhu po domově vyvěrající z pocitu cizoty ve světě. Strindbergův smutek, sebelítost a strach v exilu střídají jasné a optimistické pasáže vyjadřující jeho dojmy z cest rodným krajem.

- Ordalek och småkonst (1905, Hra se slovy a drobné umění) – třetí sbírka obohacená o prvky dramatické tvorby. Obsahuje napínavé, silně epicky laděné básně. Do některých místy se promítají sny, jiné mají didaktický charakter podbarvený mystickými úvahami. Významnou součástí Strindbergovy poezie posledního tvůrčího období je také hudba. Autor se snaží realizovat hudební principy na slovním materiálu a přiblížit se k její výrazové rovině. V básni Noc Svaté trojice (Trefaldighetsnatten) si například hraje s jazykem tak, že se snaží napodobit zpěv slavíka a zvuk větrníku točícího se ve větru. Pod vlivem svých oblíbených skladatelů J. S. Bacha a Ludviga van Beethovena píše básně, ve kterých vysvětluje své chápání jejich tvorby. [3]